# American Raptors
Maillots
Les American Raptors sont un club américain de rugby à XV basé à Glendale dans le Colorado. Le club est créé en 2006 sous le nom de Raptors de Glendale et met en place des sections masculine et féminine. Les Raptors font partie des fondateurs de la Major League Rugby qu'ils disputent de 2018 à 2020 sous le nom de Raptors du Colorado. Après avoir quitté la MLR en 2021, ils deviennent Colorado XOs, puis les American Raptors en 2021.

## Historique

### Débuts
Fondés en 2006, les Glendale Raptors sont d'abord un club amateur qui évolue dans les compétitions nationales. Il dispute notamment trois finales, pour un titre en 2011. Les Raptors gagnent également la défunte Pacific Rugby Premiership à deux reprises.

### Major League Rugby
Alors que le projet de la Major League Rugby est dévoilé en février 2017, la ville de Glendale fait partie des neuf membres initialement désignés. Les Raptors font ainsi partie des sept équipes participant à l'édition inaugurale.
En novembre 2019, la franchise des Raptors change d'identité, mettant en avant leur appartenance à l'État du Colorado plutôt qu'à la ville de Glendale.
En désaccord avec la MLR, la franchise choisit de se retirer de la compétition et de ne plus faire partie de la Major League Rugby à compter du 2 mai 2020. Officiellement, les Raptors reprochent à la MLR de faire appel à trop de joueurs étrangers, barrant l'accès au professionnalisme à trop de joueurs américains. Mais les observateurs du rugby américain estiment que les raisons seraient également financières, ce retrait coïncidant avec l'annulation de la saison 2020 due à la pandémie de Covid-19 aux États-Unis.

### L'interlude XOs
Le club des Raptors devient alors le Colorado XOs, un centre de formation dédié à la reconversion d'athlètes venus d'autres sports. Après une année sous cette nouvelle activité, l'équipe change à nouveau de nom et devient les American Raptors.

### Super Rugby Américas
Alors que le Súper Rugby Américas, compétition sud-américaine, est remaniée et s'ouvre au reste du continent américain pour l'édition 2023, les American Raptors font partie des équipes incluses dans cette nouvelle formule. Sarah Chobot, ancienne sélectionneuse de l'équipe nationale féminine, est placée à la tête de l'équipe. 
Les Cafeteros Pro, franchise colombienne qui s'est retirée de la compétition, ouvrent par l'intermédiaire de la Fédération colombienne un partenariat avec les Raptors ; il se conclut notamment par l'intégration officielle de cinq joueurs colombiens dans l'effectif de l'équipe du Colorado. En 2024, aucun joueur colombien ne fait partie de l'effectif. David Butcher est nommé entraineur au mois de janvier 2024. 
À l'issue de la saison 2024, l'équipe se retire du Super Rugby Américas et annonce ne participer à aucune compétition professionnelle en 2025. 

## Palmarès et statistiques

### Trophées
- Champion de la Men's D1 Club Championship en 2011.
- Champion de la Pacific Rugby Premiership en 2015, 2016.
- Finaliste de la Men's D1 Club Championship en 2008, 2012.
- Finaliste de la Pacific Rugby Premiership en 2014.
- Finaliste de la Major League Rugby en 2018.

### Bilan par saison
| Saison | Classement | Compétition          | Pts | MJ | V | N | D  | PM  | PE  | Diff | B  | Phase finale                                          |
| ------ | ---------- | -------------------- | --- | -- | - | - | -- | --- | --- | ---- | -- | ----------------------------------------------------- |
| 2018   | 1er        | Major League Rugby   | 34  | 9  | 8 | 0 | 1  | 249 | 165 | +84  | 2  | Finale (19-23 contre Seattle)                         |
| 2019   | 6e         | Major League Rugby   | 43  | 16 | 7 | 2 | 7  | 456 | 463 | -7   | 11 | non qualifié                                          |
| 2020   | -          | Major League Rugby   | 9   | 5  | 2 | 0 | 3  | 98  | 130 | -32  | 1  | saison interrompue à cause de la pandémie de Covid-19 |
| 2021   | -          | -                    | -   | -  | - | - | -  | -   | -   | -    | -  | -                                                     |
| 2022   | -          | -                    | -   | -  | - | - | -  | -   | -   | -    | -  | -                                                     |
| 2023   | 6e         | Super Rugby Américas | 16  | 12 | 2 | 0 | 10 | 282 | 458 | -176 | 5  | non qualifié                                          |
| 2024   | 6e         | Super Rugby Américas | 17  | 12 | 3 | 0 | 9  | 226 | 425 | -221 | 5  | non qualifié                                          |

## Joueurs emblématiques
- Marco Fepulea'i (en)
- Rene Ranger
- Sakaria Taulafo
- Nick Boyer (en)
- Brendan Daly (en)
- Chad London (en)
- Ata Malifa (en)

## Identité visuelle
En novembre 2019, les Raptors modifient leur logo afin d'accompagner leur nouvelle identité.

Évolution du logo
Logo abandonné en novembre 2019.
Logo de novembre 2019 à 2020.
Logo instauré en 2021.